# 시로야마 노아
시로야마 노아(白山 乃愛, 2012년 7월 11일~)는 일본의 여배우이다. 
사이타마현 사이타마시 출신. 도호 예능 소속..

## 인물
2022년 11월 6일에 열린 제9회 도호 신데렐라 오디션에서 최연소 신데렐라로서 그랑프리를 수상하며 연예계에 데뷔했다.
특기는 립스틱 캐스터 보드, 줄넘기, 서예, 클래식 발레.

## 출연 작품
역할의 굵은 표시는 주연 작품

### 영화
- 이상한 과자가게 전천당 (2024년 12월 3일, 도호) - 오노 아이카 역

### 텔레비전 드라마
- Dr. 초콜릿 (2023년 4월 22일 ~ 2023년 6월 24일, NTV) - 테라시마 유이(닥터 초콜릿) 역
- D유리아 선생님의 붉은 실 (2023년 10월 19일 ~ 2023년 12월 14일, TV 아사히) - 오야마다 마니 역
- D만화가 이에나가의 복잡사회 정의 제6화 (2023년 11월 17일, NHK 종합) - 이에나가 유리 역
- DRe : 리벤지 -욕망의 끝에- (2024년 4월 11일 ~ 2024년 6월 20일, 후지 TV) - 아사히나 미사키 역
- 스카이 캐슬 (2024년 7월 25일 ~ , TV 아사히) - 아사미 진주 역

### 라디오
- 일본 방송 어린이날 특집 「노아」와 「코에」가 첫 라디오 방송 (2023년 5월 5일, 닛폰 방송) - 퍼스널리티

### 광고(CM)
- 구몬 「기초 학력의 대반격!」 (2024년 1월 15일 ~ 〈웹 광고〉, 2024년 3월 6일 ~ 〈TV 광고〉)
- 포켓몬 트레이딩 카드 게임 배틀 아카데미 등록편 (2024년 3월 1일 ~ )

## 수상
- 2022년 제9회 도호 「신데렐라」 오디션 그랑프리[1]